# Sigrid & Marina
Sigrid & Marina sont un duo de chanteuses autrichiennes de volkstümliche schlager.
Les sœurs Sigrid (née le 9 avril 1981 à Gmunden) et Marina Hutterer (née le 12 août 1984 à Gmunden) sont originaires du Salzkammergut en Haute-Autriche. Sigrid Hutterer apprend le métier de commis de banque, sa sœur, de vendeuse. Toutes deux sont à l'origine sous contrat avec le label autrichien MCP Sound & Media (de), et maintenant avec Hofbauer Music.

## Histoire
À partir de 1990, les deux sœurs suivent des cours de guitare, de clavier et de chant.
En 1998, elles participent à un concours de talents. Un an plus tard, elles sortent leur premier single Freu Dich auf morgen. Elles font des apparitions dans les émissions de radio et de télévision de l'ORF. Le duo prend part pour la première fois au Grand Prix der Volksmusik (de) 2001 avec la chanson kommt ein neuer Tag et termine cinquième de la sélection autrichienne. Leur premier album Mein Herz sehnt sich so sehr nach Liebe paraît en 2004.
Lors de leur deuxième participation au Grand Prix der Volksmusik 2005, avec la chanson Träume sterben nie, elles sont sixièmes de la sélection autrichienne. L'année suivante, avec Genießen wir das Leben, elles sont cinquièmes de la sélection autrichienne.
Sigrid & Marina sont en tête de la sélection autrichienne puis remportent le Grand Prix der Volksmusik 2007 en compagnie des Zillertaler Haderlumpen (de) avec la chanson Alles hat zwei Seiten. Depuis lors, elles figurent souvent dans de nombreuses émissions télévisées de volkstümliche schlager. En outre, elles donnent plus de 100 concerts chaque année.

## Discographie
- 2004 : Mein Herz sehnt sich so sehr nach Liebe
- 2005 : Für ein Dankeschön ist es nie zu spät
- 2006 : Träume sterben nie
- 2007 : Alles hat 2 Seiten – double-CD avec les Zillertaler Haderlumpen
- 2007 : Leben heißt lieben
- 2008 : Einfach glücklich sein
- 2009 : Heimatgefühle
- 2010 : Ihre größten Erfolge & 5 neue Titel
- 2011 : Von Herzen (DVD)
- 2011 : Lieder sind wie Freunde
- 2012 : Heimatgefühle Folge 2
- 2013 : Das Beste aus Heimatgefühle
- 2014 : Ein Hallo mit Musik avec les Oberkrainer Allstars
- 2014 : Das Beste – 20 große Erfolge – Compilation de MCP Sound & Media
- 2015 : Lust am Leben
- 2016 : Von Herzen
- 2017 : Heimatgefühle Folge 3
- 2018 : Das größte Glück - 20 Jahre Jubiläum
- 2019 : Halleluja der Berge
- 2020 : A Weihnacht wie's früher war
- 2022 : Volle Lust und volles G'fühl
- 2023 : Zum Jubiläum das Beste (double cd)

## Source de la traduction
- (de) Cet article est partiellement ou en totalité issu de l’article de Wikipédia en allemand intitulé « Sigrid & Marina » (voir la liste des auteurs).